# Chrysoexorista taglinoi
Chrysoexorista taglinoi là một loài ruồi trong họ Tachinidae.